# 신하초등학교
신하초등학교는 대한민국 경기도 이천시에 있는 공립 초등학교이다.

## 학교 연혁
- 1959년 12월 1일 부발국민학교 신하분교 개교(설립인가 4월 4일)
- 1962년 3월 1일 신하국민학교 승격
- 1985년 2월 14일 병설유치원 설립 인가
- 1989년 3월 1일 특수학급 2학급 인가
- 1996년 3월 1일 신하초등학교로 개칭
- 2004년 2월 15일 1,2,3동 연결 통로 설치
- 2004년 2월 16일 3동 4,5층(12실)증축
- 2009년 2월 17일 제47회 321명 졸업(총 6,244명)
- 2009년 3월 2일 초등 61학급(특수 2), 유치원 3학급

- 2019년 9월 1일 제16 대 송형섭 교장선생님 취임

## 참고 자료
- 신하초등학교 - 한국교육학술정보원 학교알리미